# Gene Tierney

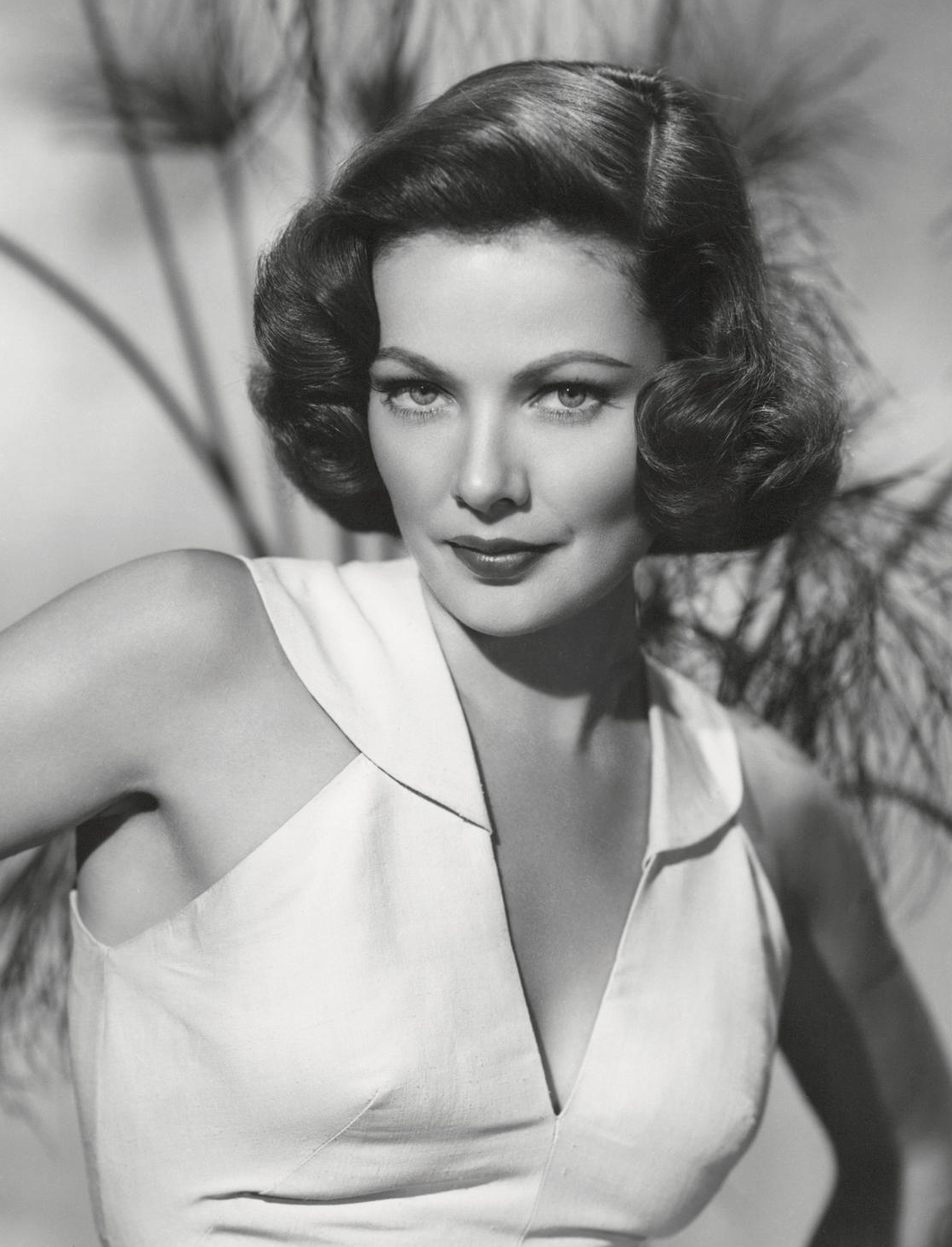
Gene Tierney (1951)

Gene Eliza Tierney (* 19. November 1920 in New York City; † 6. November 1991 in Houston, Texas) war eine US-amerikanische Theater- und Filmschauspielerin. Tierney galt während der 1940er und frühen 1950er Jahre als eine der schönsten Schauspielerinnen Hollywoods.
Tierney begann ihre Laufbahn 1938 und wirkte bis zu ihrem Karriereende im Jahr 1980 in über 40 Filmen und vereinzelt auch in Fernsehserien mit. Ihre bekannteste Rolle hatte sie 1944 als Titelfigur in dem Film noir Laura. Für ihre Rolle in Todsünde, einem weiteren Film noir, war sie 1946 für den Oscar als beste Hauptdarstellerin nominiert. In den folgenden Jahren gehörte Gene Tierney zu den führenden Schauspielerinnen Hollywoods. Sie spielte überwiegend ernste Rollen, war jedoch auch als Hauptdarstellerin in Komödien und Liebesfilmen zu sehen. Mitte der 1950er Jahre ließ ihr Erfolg nach, aufgrund privater Rückschläge litt sie zunehmend an Depressionen. 1962 gelang ihr mit einer Nebenrolle in Sturm über Washington ein Comeback. Bis 1980 war sie jedoch nur noch sporadisch in kleineren Filmrollen oder in Serien zu sehen.

## Leben

### Kindheit und Jugend
Gene Tierney wurde 1920 als eines von drei Kindern – sie hatte einen älteren Bruder und eine jüngere Schwester – des erfolgreichen Versicherungsvertreters Howard Sherwood Tierney und der ehemaligen Sportlehrerin Belle Lavinia Taylor in Brooklyn geboren. Sie erhielt ihren Vornamen Gene in Erinnerung an ihren Onkel, der im Alter von nur 17 Jahren an den Folgen von Diabetes verstorben war. Tierney wuchs in Westport auf und besuchte die St. Margaret’s School in Waterbury, ehe sie an die Unquowa School in Fairfield wechselte. Dort veröffentlichte sie Gedichte in der Schülerzeitung, in einer Schulaufführung von Louisa May Alcotts Roman Little Women trat sie erstmals als Schauspielerin auf.
Ab 1936 verbrachte Tierney zwei Jahre an der Brillantmont International School in Lausanne, wo sie unter anderem Französisch lernte. Während ihrer Zeit in Lausanne befreundete sie sich mit Maria Sieber, der Tochter von Marlene Dietrich. 1938 kehrte sie in die Vereinigten Staaten zurück und besuchte fortan die Miss Porter’s School in Farmington.
Während eines Familienausflugs an die Westküste der Vereinigten Staaten besuchte die damals 17-jährige Tierney das Filmstudio der Warner Brothers, wo sie die Aufmerksamkeit von Anatole Litvak erregte. Der Regisseur empfahl ihr eine Karriere als Filmschauspielerin und schlug sie für die Hauptrolle in seinem Film Die Schlangengrube vor, die dann jedoch Olivia de Havilland erhielt. Warner Brothers bot Tierney sogleich einen Vertrag an, den ihre Eltern aufgrund der niedrigen Gage aber ablehnten.
Im September 1938 wurde Gene Tierney von ihren Eltern als Debütantin „in die Gesellschaft eingeführt“. Sie hegte weiterhin den Wunsch nach einer Laufbahn als Schauspielerin. Ihr Vater stimmte diesem schließlich zu und verschaffte ihr einen Platz an einer kleinen Schauspielschule in Greenwich Village. Ihr Mentor wurde der erfolgreiche Theaterproduzent George Abbott.

### Ehe mit Oleg Cassini, Rückschläge und psychische Probleme
Tierney hatte Berichten zufolge nach der Vorführung ihres ersten Films Rache für Jesse James im Jahr 1940 mit dem Rauchen begonnen, um ihre Stimme zu senken. Sie war der Meinung, sie klinge „wie eine wütende Minnie Maus“. Im Laufe der folgenden Jahre wurde sie eine starke Raucherin.
Im Jahr 1941 heiratete Tierney den Modeschöpfer Oleg Cassini. Zwei Jahre später kam die gemeinsame Tochter Antoinette Daria (meistens nur Daria genannt) zur Welt, die jedoch taub war und eine geistige Behinderung hatte. Tierney war während der Schwangerschaft an Röteln erkrankt. Angesteckt hatte sie sich vermutlich bei einem Fan, der sich trotz seiner Erkrankung aus der angeordneten Quarantäne entfernt und Tierney während ihres wohltätigen Dienstes in der Hollywood Canteen getroffen hatte. Die Schauspielerin erfuhr dies durch ein erneutes, zufälliges Treffen mit demselben Fan nach der Geburt ihres Kindes. 1948 brachte sie eine weitere Tochter namens Christina zur Welt.
Nach dem Scheitern ihrer Ehe im Jahr 1952 litt Tierney immer stärker unter Depressionen, was ihre Karriere bedrohte. So litt sie etwa ab 1953 unter Konzentrationsstörungen, was beim Filmdreh hinderlich war. 1955 musste sie sich zur Behandlung in ein Krankenhaus begeben.
Kurz nach der Scheidung von Oleg Cassini begann sie eine Affäre mit dem pakistanischen Prinzen Aly Khan, der zu diesem Zeitpunkt noch offiziell mit der Schauspielerin Rita Hayworth verheiratet war. Die Verbindung wurde durch das Eingreifen von Khans Vater Aga Khan III. beendet. Die Medien machten jedoch Tierneys psychische Verfassung für die Trennung verantwortlich.

### Späte Jahre und Tod
Im Jahr 1960 heiratete Tierney den Ölbaron W. Howard Lee, der ab 1953 mit der Schauspielerin Hedy Lamarr verheiratet gewesen war. Das Paar lebte bis zu Lees Tod im Jahr 1981 zurückgezogen auf seinem Anwesen in Houston sowie in Delray Beach.
Gene Tierney trat nach dem Rückzug ins Privatleben nur noch selten in der Öffentlichkeit auf. In den Jahren nach der Veröffentlichung ihrer 1979 erschienenen Autobiografie gab sie einige Interviews. Zu ihren letzten großen Auftritten zählte die Annahme eines Preises für ihr Lebenswerk 1986 beim Festival Internacional de Cine de San Sebastián, bei dem sie vom ebenfalls geehrten Schauspielkollegen Gregory Peck begleitet wurde. Zu diesem Zeitpunkt litt sie bereits an einer chronisch obstruktiven Lungenerkrankung (COPD).
Gene Tierney starb nach langer Krankheit am 6. November 1991, 13 Tage vor ihrem 71. Geburtstag an einem Lungenemphysem. Sie wurde auf dem Glenwood Cemetery in Houston begraben. Auf dem Hollywood Walk of Fame erinnert seit 1960 ein Stern an die Schauspielerin auf Höhe des 6125 Hollywood Boulevard.
Sie galt als überzeugte Republikanerin und unterstützte unter anderem Richard Nixon und Ronald Reagan bei deren Wahlkämpfen.
Tierneys ältere Tochter Antoinette Daria litt häufig an gesundheitlichen Problemen und benötigte lebenslange Pflege. Einen großen Teil ihres Lebens verbrachte sie in einer Einrichtung in New Jersey. Trotz ihrer Behinderung spielte Daria 1999 eine kleine Rolle im Film Bagnomaria. Sie starb 2010 im Alter von 66 Jahren. Tierneys jüngere Tochter Christina verstarb fünf Jahre später ebenfalls mit 66 Jahren an den Folgen einer Eierstockkrebserkrankung.

## Karriere

### Theaterlaufbahn

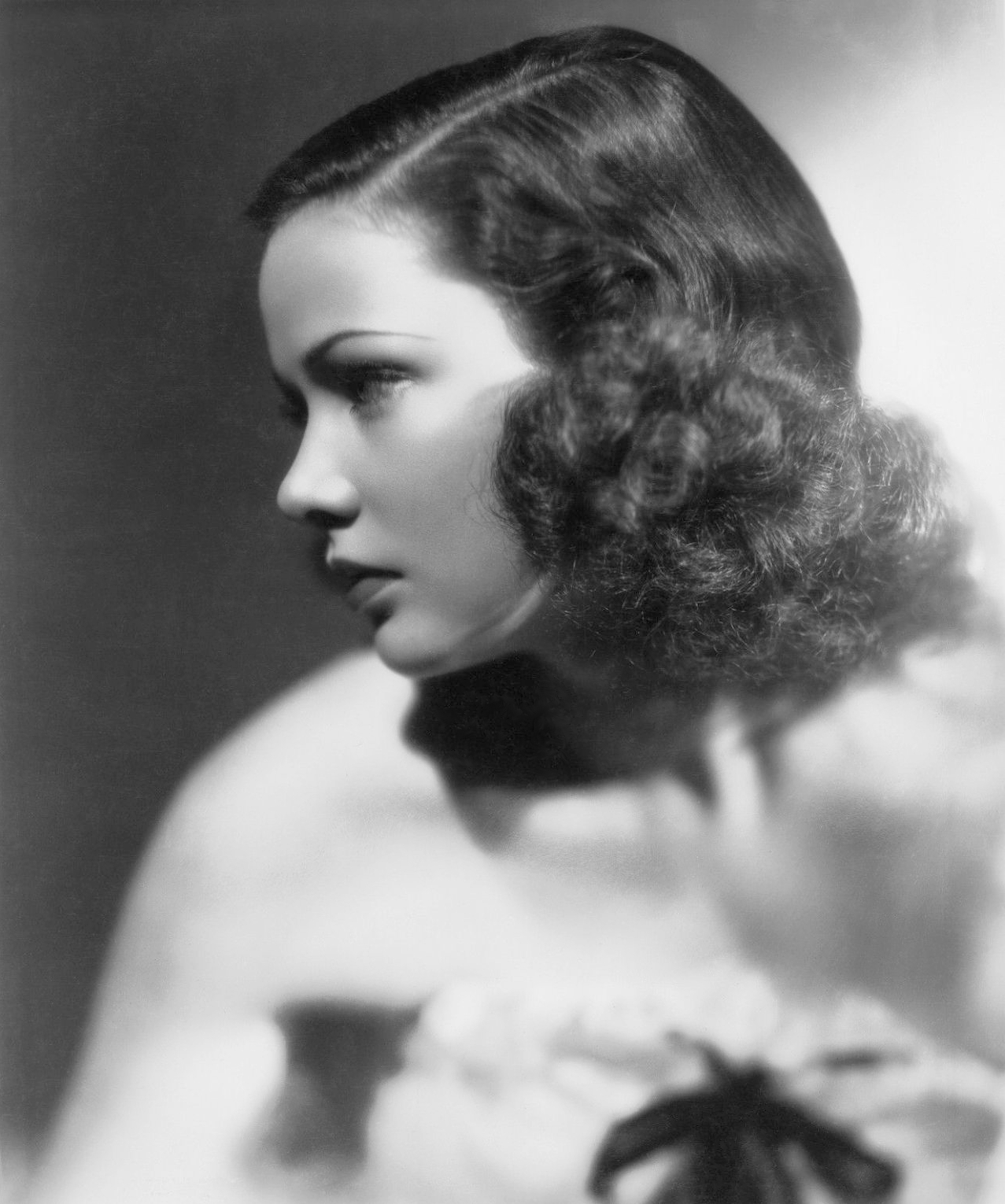
Gene Tierney (um 1939)

Mit Hilfe ihres Mentors George Abbott und ihres wohlhabenden Vaters, der zur finanziellen Förderung der Karriere seiner Tochter eigens eine Kapitalgesellschaft einrichtete, gelang Gene Tierney 1938 der Sprung an den Broadway. Ihren ersten Auftritt hatte sie als Statistin im Stück What a Life!, in dem sie in einer einzigen Szene als Wasserträgerin zu sehen war. Dennoch fiel sie Kritikern auf, die ihre Schönheit lobten. Noch im selben Jahr spielte sie eine kleine Rolle in The Primrose Path. Der Durchbruch am Broadway gelang ihr 1939 mit der Rolle der Molly O’Day in Mrs. O’Brien Entertains, durch die Tierney trotz der baldigen Absetzung des Stückes Aufmerksamkeit auf sich lenkte. Auch ihre Rolle als Peggy Carr in Ring Two im selben Jahr erhielt positive Kritiken.
1940 kehrte Tierney nach dem gescheiterten ersten Versuch einer Filmkarriere mit einer Rolle in dem Stück The Male Animal an den Broadway zurück. Erneut erhielt sie positive Resonanz von Publikum und der Kritik. Tierney war daraufhin in Interviews und Fotostrecken bekannter Zeitschriften wie dem Life Magazine, Harper’s Bazaar, Collier’s und der US-amerikanischen Ausgabe der Vogue zu sehen. Besonders seit ihrer Ehe mit Oleg Cassini galt sie als populäres Modell. Zu den Fotografen, die sie ablichteten, gehörte auch Claude Cahun.

### Filmkarriere
Durch Kontakte ihres Vaters erhielt Gene Tierney 1939 einen sechsmonatigen Vertrag bei Columbia Pictures. Während dieser Zeit lernte sie auch Howard Hughes kennen, mit dem sie eine lebenslange Freundschaft verband. Tierney sollte ursprünglich eine Rolle in Kleines Mädchen, großes Herz übernehmen. Die Produktion verzögerte sich jedoch über mehrere Jahre. Da sie kein neues Angebot von Columbia erhielt, kehrte die Schauspielerin wieder für kurze Zeit zum Broadway zurück.
Zwei Wochen nach der Uraufführung ihres Stücks The Male Animal wurde Tierney von Darryl F. Zanuck entdeckt, der im Publikum saß. Nachdem er die junge Schauspielerin anschließend auf der Tanzfläche des Nachtclubs Stork Club in Manhattan gesehen hatte, bot er ihr einen Vertrag an. Tierney stand fortan bei der Filmproduktionsgesellschaft 20th Century Fox unter Vertrag und spielte noch im selben Jahr an der Seite von Henry Fonda als Eleanor Stone in Rache für Jesse James ihre erste Filmrolle, die sogleich die weibliche Hauptrolle war. Im Jahr darauf wirkte sie in fünf Filmen mit: In Hudson’s Bay verkörperte Tierney die nur kleine Rolle der Barbara Hall. Einen größeren Auftritt hatte sie als Ellie May Lester in John Fords Tragikomödie Tabakstraße. Es folgten die Titelrolle in Belle Starr an der Seite von Randolph Scott, sowie Hauptrollen als Zia in Waffenschmuggler von Kenya und als Victoria Charteris in Abrechnung in Shanghai, ihrem ersten Film noir.
Auch 1942 war Gene Tierney gleich in mehreren Filmen zu sehen: In Abenteuer in der Südsee spielte sie als Südseeschönheit Eve die Filmpartnerin von Tyrone Power. In der Screwball-Komödie Das große Spiel war sie in einer Doppelrolle zu sehen. Im Kriegsfilm Thunder Birds übernahm Tierney die weibliche Hauptrolle, genauso wie im Drama China Girl an der Seite von George Montgomery.
Einen Höhepunkt ihrer Popularität erreichte Tierney 1943 mit der Hauptrolle der Martha Strabel in dem Ernst-Lubitsch-Film Ein himmlischer Sünder. Ihre wohl bekannteste Rolle spielte sie schließlich 1944 als vermeintliches Mordopfer in Otto Premingers Laura. 1945 war Tierney in der Hauptrolle im in Italien spielenden Kriegsdrama A Bell for Adano zu sehen. Für ihre Rolle als Femme fatale im ebenfalls 1945 erschienenen Film noir Todsünde war die Schauspielerin auf der Oscarverleihung 1946 für einen Oscar als beste Hauptdarstellerin nominiert. Todsünde entwickelte sich zu einem der größten Kassenerfolge für 20th Century Fox und baute Gene Tierneys Status als Hollywoodstar weiter aus.
1946 war Tierney als Miranda Wells im Drama Weißer Oleander an der Seite von Vincent Price und Walter Huston zu sehen. Mit Price hatte sie bereits in Laura und Todsünde zusammengearbeitet. Weißer Oleander war das Regiedebüt des zuvor hauptsächlich als Drehbuchautor in Erscheinung getretenen Joseph L. Mankiewicz. Im selben Jahr spielte Tierney zudem (ebenfalls zum wiederholten Mal) die Partnerin von Tyrone Power in dem Drama Auf Messers Schneide, basierend auf dem gleichnamigen Roman von W. Somerset Maugham.
1947 verkörperte Tierney die Lucy Muir, die weibliche Hauptrolle in Ein Gespenst auf Freiersfüßen, einer romantisch aufgebauten Geisterkomödie mit Rex Harrison als titelgebendes Gespenst. Es blieb ihr einziger Filmauftritt in jenem Jahr. 1948 spielte Tierney erneut an der Seite von Tyrone Power, diesmal in der Komödie Ich heirate dich doch. 1950 arbeitete die Schauspielerin wieder mit dem Laura-Regisseur Otto Preminger zusammen, als Hauptdarstellerin im Film noir Frau am Abgrund. Noch im selben Jahr erschien mit Faustrecht der Großstadt ein weiterer Film noir von Otto Preminger mit Tierney in der weiblichen Hauptrolle. Ihren dritten Film noir des Jahres 1950 drehte sie mit Die Ratte von Soho an der Seite von Richard Widmark. Regisseur Jules Dassin war eigens von Darryl F. Zanuck angewiesen worden, eine Rolle für Tierney in diesem in London gedrehten Film zu schreiben.

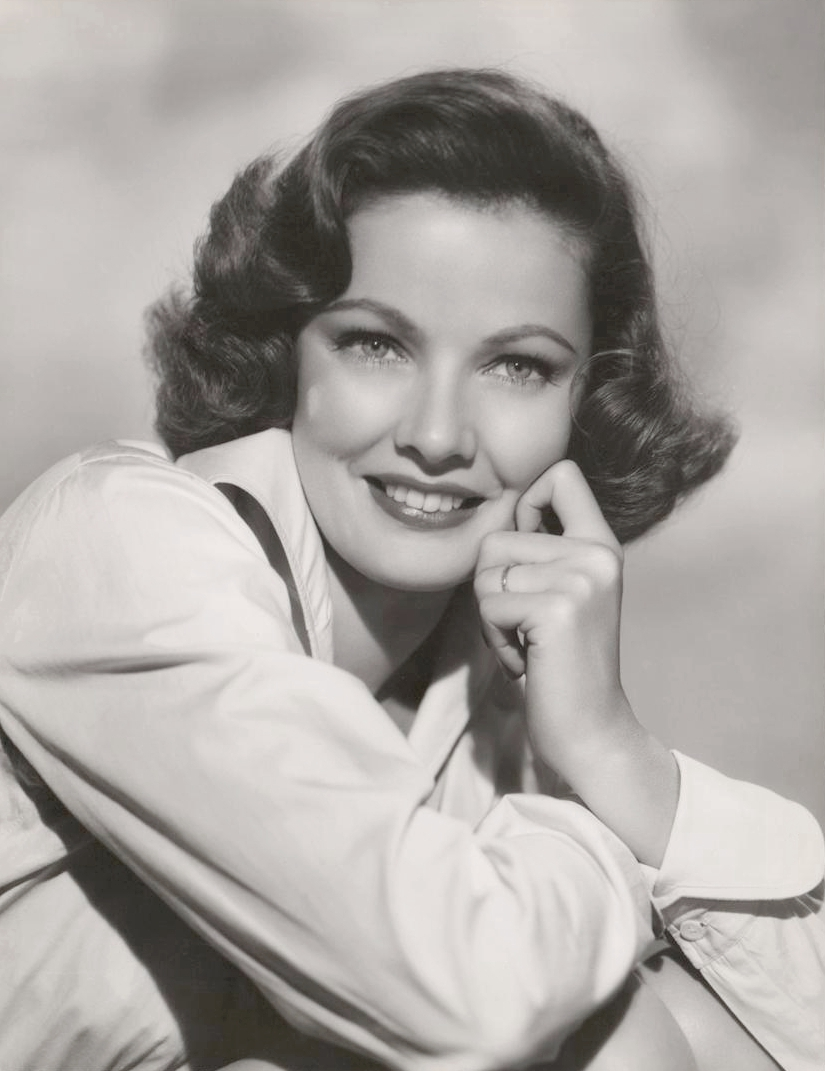
Tierney in SOS – Zwei Schwiegermütter (1951)

1951 wurde Gene Tierney von ihrem Filmstudio an Paramount Pictures ausgeliehen. Dort übernahm sie die Hauptrolle der Maggie Carleton McNulty in Mitchell Leisens Farce SOS – Zwei Schwiegermütter. Mit dem ebenfalls 1951 erschienenen Drama An der Riviera drehte sie auch einen ernsten Film für Paramount.
Nach ihrer Rückkehr zu 20th Century Fox im Jahr 1952 drehte die Schauspielerin den Western König der Gauchos, der jedoch gleichzeitig ihr letzter Film für das Studio bis 1955 sein sollte. Anschließend stand sie im Drama Schiff ohne Heimat mit Spencer Tracy für Metro-Goldwyn-Mayer vor der Kamera. 1953 folgte mit Es begann in Moskau ein weiterer Film für MGM. Das Drama mit Clark Gable in der Rolle eines Zeitungsreporters wurde in England gedreht. Tierney blieb nach den Dreharbeiten in Europa und wirkte im britischen Drama Gefahr für Barbara von United Artists mit. 1954 kehrte sie für Die Spinne in die Vereinigten Staaten zurück.
1955 hatte Tierney mit Die linke Hand Gottes an der Seite von Humphrey Bogart einen ihrer letzten Erfolge. Durch ihre gesundheitlichen Probleme kam es zum Bruch in ihrer Karriere. So führten schon zuvor Konzentrationsstörungen zum Ausschluss aus dem Film Mogambo, Tierneys Rolle übernahm stattdessen Grace Kelly. Fünf Jahre lang war sie nicht mehr als Schauspielerin zu sehen. 1960 spielte sie dann eine Rolle in einer Folge des General Electric Theatre.
Nach siebenjähriger Leinwandabstinenz gelang Gene Tierney 1962 mit Hilfe von Otto Preminger ein kleines Comeback mit dem starbesetzten Politdrama Sturm über Washington. Es folgten wieder weitere Kinorollen, doch nach der Komödie Drei Mädchen in Madrid von 1964 zog sie sich erneut fünf Jahre lang aus dem Filmgeschäft zurück. 1969 kehrte sie mit einer Hauptrolle in dem fürs Fernsehen produzierten Horrorthriller Daughter of the Mind vor die Kamera zurück. Im selben Jahr war Tierney zudem Gastdarstellerin in einer Folge der Krimiserie FBI, ehe sie erneut elf Jahre lang keine weitere Rolle annahm.
Ihren endgültig letzten Auftritt als Schauspielerin hatte sie 1980 in dem Fernsehdreiteiler Scruples.

## Rezeption und Nachwirkung
Gene Tierney wurde vor allem durch ihr Aussehen vermarktet und galt als eine der schönsten Schauspielerinnen im Hollywood der 1940er und frühen 1950er Jahre. So bezeichnete sie Darryl F. Zanuck als „the most beautiful girl in movie history“.
Gene Tierneys Schauspiel wurde von zeitgenössischen Kritikern oftmals gemischt aufgenommen, darunter auch für ihre wohl bekannteste Rolle in Laura. Erst in den Jahren und Jahrzehnten nach der Uraufführung verbesserte sich dieses Bild und Laura entwickelte sich zu einem Klassiker.
Der Filmregisseur Martin Scorsese zählt Gene Tierney zu seinen Lieblingsschauspielerinnen. In einer 2015 für Turner Classic Movies veröffentlichten Kolumne merkte er vor allem die starke Verbindung zwischen Tierney und dem jeweiligen Regisseur an, unter anderem im Film noir Todsünde. Ihre Schönheit wirke in ihren Filmen wie „eine Maske“.
Agatha Christies 1962 erschienener Roman Mord im Spiegel (The Mirror Crack’d from Side to Side) aus der Miss-Marple-Reihe soll von Tierneys Leben und insbesondere von der Geburt ihres geistig behinderten Kindes inspiriert worden sein. Obwohl Tierney dies erst in ihrer Autobiografie 1979 öffentlich machte, berichtete die Boulevardpresse schon Jahre zuvor darüber, was Christie zum Verfassen des Buchs motiviert habe. Agatha Christies Manager wiesen diese Behauptung jedoch zurück, eine Verbindung zwischen der Handlung des Buchs und Gene Tierney sei nicht bekannt.

## Filmografie
- 1940: Rache für Jesse James (The Return of Frank James)
- 1941: Hudson’s Bay
- 1941: Tabakstraße (Tobacco Road)
- 1941: Belle Starr
- 1941: Waffenschmuggler von Kenya (Sundown)
- 1941: Abrechnung in Shanghai (The Shanghai Gesture)
- 1942: Abenteuer in der Südsee (Son of Fury: The Story of Benjamin Blake)
- 1942: Das große Spiel (Rings on Her Fingers)
- 1942: Thunder Birds: Soldiers of the Air
- 1942: China Girl
- 1943: Ein himmlischer Sünder (Heaven Can Wait)
- 1944: Laura
- 1945: A Bell for Adano
- 1945: Todsünde (Leave Her to Heaven)
- 1946: Weißer Oleander (Dragonwyck)
- 1946: Auf Messers Schneide (The Razor’s Edge)
- 1947: Ein Gespenst auf Freiersfüßen (The Ghost and Mrs. Muir)
- 1948: The Iron Curtain
- 1948: Ich heirate dich doch (That Wonderful Urge)
- 1950: Frau am Abgrund (Whirlpool)
- 1950: Die Ratte von Soho (Night and the City)
- 1950: Faustrecht der Großstadt (Where the Sidewalk Ends)
- 1951: SOS – Zwei Schwiegermütter (The Mating Season)
- 1951: An der Riviera (On the Rivera)
- 1951: Vergeltung am Teufelssee (The Secret of Convict Lake)
- 1951: Ein Herz für Danny (Close to My Heart)
- 1952: König der Gauchos (Way of a Gaucho)
- 1952: Schiff ohne Heimat (Plymouth Adventure)
- 1953: Es begann in Moskau (Never Let Me Go)
- 1953: Gefahr für Barbara (Personal Affair)
- 1954: Sinuhe der Ägypter (The Egyptian)
- 1954: Die Spinne (Black Widow)
- 1955: Die linke Hand Gottes (The Left Hand of God)
- 1960: General Electric Theatre (Fernsehserie, eine Folge)
- 1962: Sturm über Washington (Advise and Consent)
- 1963: Puppen unterm Dach (Toys in the Attic)
- 1963: Las cuatro noches de la luna llena (Kurzfilm)
- 1964: Drei Mädchen in Madrid (The Pleasure Seekers)
- 1969: FBI (The F.B.I.; Fernsehserie, eine Folge)
- 1969: Daughter of the Mind (Fernsehfilm)
- 1980: Scruples (Fernsehdreiteiler)

## Theatrografie
Aufgezählt werden Gene Tierneys Auftritte an Theatern des Broadway, in Klammern der jeweilige Ort der Aufführung.
- Februar bis März 1939: Mrs. O’Brien Entertains (Lyceum Theatre)
- November 1939: Ring Two (Henry Miller’s Theatre)
- Januar bis August 1940: The Male Animal (Cort Theatre)

## Filmdokumentation
- Gene Tierney – Hollywoods vergessener Star. Regie: Clara Kuperberg und Julia Kuperberg, Arte, Frankreich, 53 Minuten, 2016.